# Монадире
«Монадире» (груз. მონადირე — «Охотник») — вооружённое формирование (отряд ополчения) в Кодорском ущелье Грузии, созданное Эмзаром Квициани из местных жителей — этнических грузин-сванов в 1992 году, во время грузино-абхазской войны. Во многом благодаря присутствию этого отряда абхазские силы так и не смогли в ходе боевых действий установить контроль над верхней частью Кодорского ущелья. В то же время и центральные власти Грузии до июля 2006 года контролировали ситуацию в этом районе лишь формально — фактическая власть принадлежала сванским полевым командирам, самым влиятельным из которых был Квициани.
В 1996—1999 годах Квициани и его бойцов подозревали в причастности к похищениям сотрудников миссии ООН, которые в течение некоторого времени осуществляли наземное патрулирование верхней части ущелья, и высокопоставленных грузинских чиновников.
Численность отряда составляла около 350 человек. С 1998 года отряд «Монадире», охранявший территорию ущелья и линию разделения Грузии и Абхазии, формально был введён в состав вооружённых сил Грузии как отдельный батальон, но фактически продолжал подчиняться лично Квициани. Бойцы отряда содержались за счёт бюджета министерства обороны Грузии (получая ежемесячно ок. 150 лари), что также позволяло закрепить население в этом стратегически важном регионе. Стоит также отметить, что ещё в 1992 году по инициативе тогдашнего министра обороны Грузии Давида Тевзадзе были созданы ещё два батальона такого же типа — «Сванети» и «Хевсурети» для охраны и специальных операций в «проблемных» пограничных районах (преимущественно у границ Южной Осетии).
В 1999 году Эдуард Шеварднадзе назначил Эмзара Квициани своим уполномоченным в регионе. В октябре 2001 года, по сообщениям СМИ, боевики Квициани были причастны к закончившемуся провалом рейду на территорию Абхазии чеченского отряда под командованием полевого командира Руслана Гелаева.
В 2003 году во время Революции роз Квициани поддержал Эдуарда Шеварднадзе, что стало позднее причиной его опалы. 3 декабря 2004 года Совет национальной безопасности Грузии упразднил пост уполномоченного президента Грузии в Кодорском ущелье, возложив эти функции на назначенного в октябре 2004 года председателем Совета министров Автономной Республики Абхазия (в изгнании) Ираклия Аласанию.
Одновременно встал вопрос о судьбе батальона «Монадире», разросшегося к этому времени до 860 человек. Предложение министра обороны Ираклия Окруашвили о расформировании батальона вызвало протесты жителей Кодорского ущелья, жаловавшихся на то, что их таким образом лишат защиты от угрозы, которая, по их мнению, исходила от миротворцев и абхазов. Тогда было предложено батальон сохранить, но сократить его до 350 человек и передать в подчинение МВД. В апреле 2005 года неожиданным решением министра обороны Грузии Окруашвили батальон «Монадире» был окончательно упразднён, а сам Квициани был уволен из вооружённых сил. Узнав о приказе министра обороны, Ираклий Аласания назвал это решение непродуманным: «За первым этапом, приказом об упразднении, должен последовать второй — разоружение батальона. Как они собираются это сделать?» Такая реакция привела к серьёзному противостоянию между этими двумя влиятельными фигурами, закончившемуся не в пользу Аласании: в марте 2006 года он покинул свой пост, а в июне 2006 года был отправлен в ссылку — представителем Грузии в ООН, потеряв окончательно возможность влиять на процессы в стране.
Когда же в июле 2006 года Окруашвили начал приводить в действие свой план по разоружению и замене ополченцев в Кодорском ущелье на регулярные армейские части, Эмзар Квициани заявил о воссоздании отряда «Монадире» и объявил о неподчинении правительству Грузии, потребовав отставки руководителей МВД и Минобороны Вано Мерабишвили и Окруашвили, которые, по утверждению Квициани, чинили «произвол» против сванов и готовили их истребление. При этом Квициани угрожал акциями гражданского неповиновения, а в крайнем случае — переходом к вооружённому сопротивлению. Власти расценили происходящее как мятеж. 25 июля, когда МВД Грузии начало «полицейскую спецоперацию» в Кодорском ущелье, Квициани с несколькими десятками своих сторонников скрылся в горах. Армия и полиция Грузии провели масштабные зачистки в сёлах Кодори. Кроме тех сторонников Эмзара Квициани, которые были захвачены грузинскими военными (по некоторым данным, порядка 80 человек), большая часть мятежников добровольно сдалась властям. 27 июля 2006 года президент Грузии Михаил Саакашвили объявил о полном контроле над Кодорским ущельем.